# Ragazza

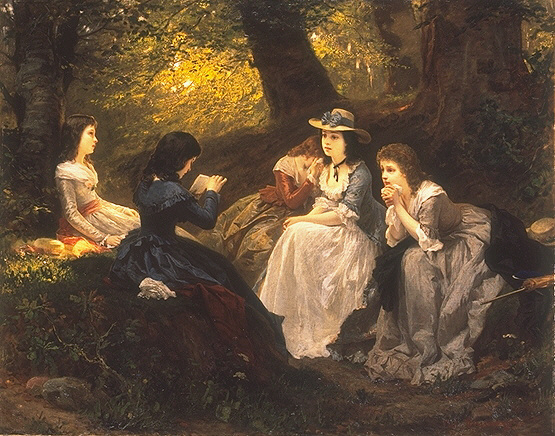
Wilhelm Amberg, Vorlesung aus Goethes Werther (1870)

Per ragazza si intende una giovane femmina umana, da quando è adolescente. Quando diventa adulta, la ragazza viene definita donna. Il termine può anche indicare una giovane donna.

## Altri significati
La parola "ragazza" può anche essere un vezzeggiativo usato da un adulto, di solito una donna, per designare le amiche adulte o essere usata come sinonimo di fidanzata. In passato, secondo un'usanza tuttavia non ancora scomparsa, il termine era usato inoltre come sinonimo di "nubile": ad esempio, quando era ancora in uso in Italia l'abitudine per le donne di ricevere il cognome del marito, il cognome della famiglia originaria della donna era anche indicato come "cognome da ragazza"; in tal caso però non si usava il termine contrapposto "donna" come sinonimo di "coniugata".
Altro uso arcaico, ma non ancora scomparso, seppure con minore frequenza, è quello di "ragazza" come sinonimo di "vergine", cioè persona di genere femminile che non ha ancora avuto un rapporto sessuale completo, in contrapposizione con quello di "donna" indicante una persona di genere femminile non più "vergine". Questi due usi arcaici sono collegati in quanto discendono naturalmente dalla tradizione che considerava lecito praticare sesso per una persona di genere femminile solo dopo essere stata unita in matrimonio ad un uomo (considerato indissolubile e quindi sostanzialmente unico nella vita) e che considerava la giusta età per tale unione intorno ai 20 anni (dai 16 ai 24) che sanciva la fine dell'adolescenza. Al giorno d'oggi, con la maggiore libertà sessuale (per cui la maggioranza delle ragazze ha il primo rapporto sessuale molto prima di sposarsi e spesso con una persona diversa da quella con cui sceglierà eventualmente di convivere, a seguito di matrimonio o meno) e la maggiore indipendenza femminile (che ha spostato nettamente in avanti l'età in cui una donna sceglie di costruire una relazione monogama stabile e duratura che viene sancita con la scelta della convivenza, ufficializzata o meno da un matrimonio), naturalmente questi due usi del termine "ragazza" non hanno più senso dal punto di vista semantico.
Il trattamento e lo status delle ragazze in ogni società è solitamente strettamente correlato allo status delle donne in quella data cultura. Nelle culture in cui le donne hanno una bassa posizione sociale, le ragazze possono essere poco desiderate dai loro genitori e lo Stato può investire meno nei servizi per le ragazze. L'educazione delle ragazze può essere identica a quella dei ragazzi oppure, se divengono oggetto di discriminazione sessuale, risulta peggiore rispetto a quella ricevuta dai loro coetanei maschili.